# 石垣英一
石垣 英一（いしがき えいいち、1947年12月14日 - ）は、日本の地方公務員、鉄道実業家。三重県副知事や、伊勢鉄道代表取締役社長を務めた。

## 人物・経歴
1970年愛知大学法経学部卒業、三重県入庁。商工振興課長や、農水商工部長を経て、2007年三重県退職、財団法人三重県産業支援センター理事長。2010年四日市港管理組合副管理者。2012年から三重県副知事を務め、鍋田干拓地の境界画定や、三重テラス開設などにあたった。2015年伊勢鉄道代表取締役社長。2017年三重県副知事退任、名古屋四日市国際港湾代表取締役会長、公益財団法人三重県産業支援センター会長。2018年瑞宝中綬章受章。